# Kaštela
Kaštela (Castelu în dalmato-română ( ||aromână||) este un oraș în cantonul Split-Dalmația, Croația, având o populație de 38.667 de locuitori (2011).

## Demografie
Componența etnică a orașului Kaštela
     Croați (97,42%)
     Necunoscut (0,26%)
     Neclasificat (1,84%)
Componența confesională a orașului Kaštela
     Catolici (93,62%)
     Fără religie și atei (2%)
     Ortodocși (1,17%)
     Necunoscută (1,61%)
     Alte religii (1,59%)
Conform recensământului din 2011, orașul Kaštela avea 38.667 de locuitori. Din punct de vedere etnic, majoritatea locuitorilor (97,42%) erau croați. Apartenența etnică nu este cunoscută în cazul a 0,26% din locuitori. Din punct de vedere confesional, majoritatea locuitorilor (93,62%) erau catolici, existând și minorități de persoane fără religie și atei (2,0%) și ortodocși (1,17%). Pentru 1,61% din locuitori nu este cunoscută apartenența confesională.